# Live 2011 - Get Your Sting & Blackout
Live 2011 – Get Your Sting & Blackout е петият концертен и общо 23-и официален албум на германската рок група „Скорпиънс“, издаден само за Европа от „Сони Мюзик Ентъртейнмънт“ на 14 октомври 2011 г. Концертът е записан в Саарбрюкен, Германия на 15 април 2011 г., докато групата е на третата си обиколка в Европа, част от обявеното за прощално световното концертно турне Get Your Sting and Blackout World Tour. Издаден само на двоен компактдиск, албумът съдържа общо 18 песни разпределени неравномерно - 11 в диск 1 и 7 в диск 2 и е достъпен за закупуване само в европесйките магазини на „Медия Маркт“.
Това е първият албум, който Герд Ф. Шулце продуцира за групата, след като преди това през 2010 г. с продуцентите Микаел Норд и Мартин Хансен „Скорпиънс“ издават търговски успешния и добре приет от музикалните критици и специализираната преса студиен албум Sting in the Tail. Live 2011 – Get Your Sting & Blackout обаче остава незначителен от търговска гледна точка и успява да влезе само в националната класация за албуми на Белгия, където достига най-висока позиция №105 през юли 2012 г. След издаването си, музикалните критици почти не му обръщат внимание. В публикация на „Форсес Паралелс“ се изказват критики по отношение на гласа на Клаус Майне, а изпълненията на живо са определени като „привлекателни и разочароващи“, докато цялата продукция не отдава дължимото на феновете.
В допълнение към аудиозаписа, той е записан и в аудиовизуален формат с единадесет триизмерни камери и 5.1 съраунд и стерео звук, режисирани от Герд Ф. Шулце. Така групата издава чрез „Сони Мюзик“ и „Ар Си Ей Рекърдс“ на 21 февруари 2012 г. Get Your Sting & Blackout Live in 3D в Съединените американски щати, Европа и Тайван на Blu-ray диск като 13-и пореден видео концерт, в който са включени и изпълненията на Coast to Coast, Raised on Rock и Dynamite, както и документален филм, показващ групата зад сцената и преди концерта.
За видео продукцията, Герд Ф. Шулце казва: „Публиката на предварителния преглед беше абсолютно еуфорична и зашеметена от интензивността и невижданата досега сила и интимност, в която успяха да изживеят фантастичния концерт на „Скорпиънс“.“ В изявление за пресата, групата казва, че Саарбрюкен е много добър избор и благодарят на почитателите си за дългогодишна подкрепа.

## Списък с песните в аудио албума
Диск едно
1. Ladies and Gentlemen – 0:36
2. Sting in the Tail – 2:27
3. Make it Real – 3:57
4. Bad Boys Running Wild – 3:55
5. The Zoo – 5:43
6. Loving You Sunday Morning – 4:47
7. The Best is Yet to Come – 6:55
8. Send Me an Angel – 4:24
9. Holiday – 6:41
10. Tease Me Please Me – 5:31
11. Kottak Attack – 3:00

Диск две
1. Blackout – 4:33
2. Six String Sting – 3:00
3. Big City Nights – 6:24
4. Still Loving You – 6:43
5. Wind of Change – 5:25
6. Rock You Like a Hurricane – 6:22
7. When the Smoke Is Going Down – 4:13

## Списък с песните във видео албума
| 1. Sting in the Tail 2. Make it Real 3. Bad Boys Running Wild 4. The Zoo 5. Coast to Coast 6. Loving You Sunday Morning 7. The Best is Yet to Come 8. Send Me an Angel 9. Holiday 10. Raised on Rock | 1. Tease Me Please Me 2. Dynamite 3. Kottak Attack 4. Blackout 5. Six String Sting 6. Big City Nights 7. Still Loving You 8. Wind of Change 9. Rock You Like a Hurricane 10. When the Smoke is Going Down |

## Състав
| Музиканти - Клаус Майне - вокали - Рудолф Шенкер - ритъм китара, основна китара, акустична китара, задни вокали - Матиас Ябс - водеща китара, ритъм китара, акустична китара, задни вокали - Павел Мончивода - бас, задни вокали - Джеймс Котак - барабани Гост музиканти - Инго Поуитцер – китара на The Best is Yet to Come Източник на информацията: Обложката на Live 2011 - Get Your Sting & Blackout. Продукция - Герд Ф. Шулце - продукция - „Мюзик Делайт Продъкшънс“ ГМБХ - концепция за 3D видео и аудио запис - Райън Смит - обработка на записа - Ханс-Мартин Буф - смесване, стерео и 5.1 ремикси | - Ян Гарич и Волф Ронебергер - координатори - „Сасенбах Адвърсинг“ - дизайн - Герд Ф. Шулце - директор на управление на 3D видео - Маркус Машке и Улф Ронебергер - инженери за записа на живо - Райнер Бекер - директор по осветлението - Питър Аменд и Сандра Дийг - управление - Ханс Дитер Хартинг - техническо управление - Себастиан Бин - сценичен ръководител - Малте Круг - техник на баса - Марк Дуензи - техник на барабани - Инго Поуитцер - китарен техник на Матиас Ябс - Питър Киркман - китарен техник на Рудолф Шенкер - Алекс Малек и Дирк Шиндлер - видео техници |

## Позиция в класациите
| Класация | Най-висока позиция | Източник |         |
| 2012 г.  | 2012 г.            | 2012 г.  | 2012 г. |
| -------- | ------------------ | -------- | ------- |
| Белгия   | 105                | [ 9 ]    |         |